# Роаскья
Роаскья (итал. Roaschia) — коммуна в Италии, располагается в регионе Пьемонт, в провинции Кунео.
Население составляет 166 человек (2008 г.), плотность населения составляет 7 чел./км². Занимает площадь 23 км². Почтовый индекс — 12010. Телефонный код — 0171.

## Демография
Динамика населения:

## Администрация коммуны
- Официальный сайт: http://www.comune.roaschia.cn.it/